# Maryan Jedrzejczak
Maryan Jedrzejczak (meist Maryan Marresch genannt; * 25. Dezember 1923 in Sin-le-Noble; † 26. Februar 2005) war ein französischer Fußballspieler und -trainer.

## Karriere
Jedrzejczak gehörte ab 1935 der Jugendmannschaft eines Vereins aus dem nordfranzösischen Waziers an und spielte auf der Position des Stürmers. 1940 wechselte er zum SC Douai, wo er den Sprung in die erste Mannschaft schaffte und sich mit dieser zur Saison 1945/46 für die zweite Liga qualifizierte. In seinem ersten Jahr auf nationaler Ebene war er Stammspieler, erreichte mit der Mannschaft den Klassenerhalt und wurde 1946 vom benachbarten Erstligisten RC Lens verpflichtet. Bei Lens etablierte er sich zu einer Zeit, in der Ein- und Auswechslungen noch nicht möglich waren, direkt in der ersten Elf und traf im Verlauf der Spielzeit 1946/47 achtmal das gegnerische Tor, womit er den Abstieg seiner Mannschaft allerdings nicht abwenden konnte. In der nachfolgenden Zweitligasaison erreichte er mit zehn Treffern die beste Torausbeute seiner Laufbahn und zog mit Lens zudem ins nationale Pokalfinale 1948 ein. Im Endspiel stand er auf dem Platz, verpasste aber aufgrund einer 2:3-Niederlage gegen den nordfranzösischen Rivalen OSC Lille einen möglichen nationalen Titel. Dem folgte eine Zeit, in der Jedrzejczak mannschaftsintern nicht fest gesetzt war und sich mit häufigen Einsätzen ohne Stammplatz begnügen musste. Trotz dieser Rolle blieb er dem Klub, mit dem er 1949 die Zweitligameisterschaft holte und somit den Wiederaufstieg schaffte, weiterhin treu.
Als er sich im Jahr 1950 seinen Platz in der ersten Elf zurückerobern konnte, tat dies der vorherige Stürmer in der Rolle eines Abwehrspielers. Mit der Mannschaft konnte er sich in der Erstklassigkeit halten und sich in der ersten Hälfte der 1950er-Jahre dort zunehmend etablieren, wobei er selbst ein ständiger Bestandteil des Teams blieb. 1956 wurde die Mannschaft französischer Vizemeister und der damals 32-jährige Jedrzejczak entschloss sich im Anschluss an diesen Erfolg für die Beendigung seiner Profilaufbahn. Er übernahm bei einem Amateurklub aus Corbehem eine Funktion als Spielertrainer. Allerdings kehrte er in der Spielzeit 1957/58 für zwei Erstligabegegnungen zu Lens zurück und beendete anschließend nach 240 Erstligapartien mit 13 Toren sowie 77 Zweitligapartien mit 19 Toren endgültig seine Karriere als Profi. Er ging erneut nach Corbehem, wo er bis 1983 als Trainer im Amt blieb.